# Ancelle della Santissima Eucaristia e della Madre di Dio
Le Ancelle della Santissima Eucaristia e della Madre di Dio (in spagnolo Esclavas de la Santísima Eucaristía y de la Madre de Dios) sono un istituto religioso femminile di diritto pontificio: le suore di questa congregazione pospongono al loro nome la sigla E.SS.E.

## Storia
La congregazione è sorta dall'unione dei monasteri spagnoli delle clarisse cappuccine dedite all'adorazione del Santissimo Sacramento. L'unione fu promossa a partire dal 1913 da Mercedes Carrera Hitos (in religione, madre Trinità del Cuore Purissimo di Maria), superiora del monastero di Sant'Antonio a Granada.
La congregazione ebbe inizio a Granada l'11 aprile 1925 e l'anno successivo la Carrera Hitos, insieme con 11 consorelle, partì per il nuovo monastero di Chauchina e vi introdusse la regola di santa Chiara e le costituzioni delle religiose di Granada. La fondatrice preparò delle nuove costituzioni, approvate dalla Santa Sede il 26 ottobre 1942, che vennero adottati dai cinque monasteri di cappuccine eucaristiche di Spagna e Portogallo riuniti in una nuova congregazione.
Le costituzioni dell'istituto ricevettero l'approvazione definitiva il 10 gennaio 1949 e la congregazione fu aggregata all'ordine cappuccino 22 gennaio 1951.

## Attività e diffusione
Le religiose si dedicano alla preghiera contemplativa e all'educazione della gioventù.
Oltre che in Spagna, le suore sono presenti in Portogallo, a Timor Est, in Africa (Angola, Capo Verde) e nelle Americhe (Messico, Perù, Venezuela); la sede generalizia è a Madrid.
Alla fine del 2011 la congregazione contava 192 religiose in 27 case.